# Pierre de Chambrun
Charles Louis Antoine Pierre Gilbert Pineton de Chambrun, né à Paris le 11 juin 1865 et mort à Marvejols (Lozère) le 24 août 1954 , est un avocat et un homme politique français.

## Biographie
Pierre de Chambrun est originaire de la Lozère. Il descend du général de La Fayette et son grand-oncle, Joseph Dominique Aldebert de Chambrun, fut lui aussi député puis sénateur du département de la Lozère.
Fils de Charles-Adolphe Pineton de Chambrun, marquis de Chambrun, conseiller juridique en poste à l’ambassade de France aux États-Unis, et de Marie Henriette Hélène Marthe Tircuy de Corcelle, arrière-petite-fille du marquis de La Fayette, il est le deuxième d'une fratrie de quatre. Ses frères et sœurs sont : 
- Thérèse (1860 † 1948), mariée le 12 août 1895 à Paris avec Pierre Savorgnan de Brazza ;
- Jacques Aldebert (1872 † 1962), général, marié le 19 février 1901 à Cincinnati avec Clara Elenor Longworth, cousine de sa belle-sœur Margaret. Ils seront les beaux-parents de Josée Laval, la fille de Pierre Laval ;
- Charles (1875 † 1952), diplomate, marié le 22 novembre 1934 à Rome avec Marie de Rohan-Chabot.

En 1892, Pierre de Chambrun succède à son père comme avocat conseil de l'ambassade de France aux États-Unis et occupe cette fonction pendant cinq ans. Il épouse à Cincinnati le 12 décembre 1895 Margaret Rives Nichols (18 août 1872 à Cincinnati — 31 juillet 1949  à Marvejols), fille de George Ward Nichols (en) et de Maria Longworth (en). Infirmière major de l'hôpital auxiliaire de Marvejols en 1917, elle fut faite chevalier de la Légion d'honneur. De ce mariage naissent trois enfants : 
- Marthe (1899 † 1984), mariée au prince Edmondo Ruspoli di Poggio Suasa ;
- Jean-Pierre (1903 † 2004), marquis de Chambrun, artiste peintre, marié le 20 avril 1929 à Paris avec Gisèle Mathilde Hugot-Gratry, divorcés, dont 3 enfants ; il est le grand-père du député Charles de Chambrun ;
- Gilbert (1909 † 2009), résistant, diplomate et homme politique.

En 1898, après son retour en France (où il prend la défense d'Alfred Dreyfus), il est élu député, et constamment réélu, jusques et y compris en 1932. Il siège avec les républicains modérés jusqu'en 1914. Il est non inscrit pendant la législature suivante, puis siège avec les républicains de gauche (groupe de l'Alliance démocratique de 1924 à 1928). Pendant la législature 1928-1932, il appartient au groupe des Indépendants, dirigé par Paul Reynaud. En 1932-1933, il est de nouveau non-inscrit, avant de se rapprocher du Parti démocrate populaire après son élection au Sénat. Pendant sa longue carrière parlementaire, Pierre de Chambrun fait partie de nombreuses commissions de la Chambre et du Sénat, ainsi que de la commission parlementaire franco-britannique, active pendant la Première Guerre mondiale.

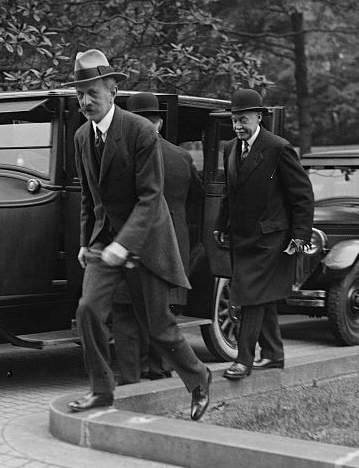
Émile Daeschner et Pierre de Chambrun (à droite) au département du Trésor des États-Unis en 1925.

Le 9 juillet 1940, Pierre de Chambrun vote contre le principe d'une révision constitutionnelle. Il est le seul sénateur à le faire. Le lendemain il est l'un des quatre-vingts parlementaires qui votent contre les pleins pouvoirs à Philippe Pétain. Il explique ainsi son vote : « Pourquoi jeter encore des armes aux pieds de l'Allemagne ? Pourquoi jeter les armes de la Liberté ? »
Pendant la Seconde Guerre mondiale, il rend d'importants services à la Résistance. Il siège ensuite à l'Assemblée consultative provisoire, puis, âgé de quatre-vingts ans, il se retire de la vie politique.
Son fils cadet, Gilbert de Chambrun, lui succède en 1946 comme député de la Lozère.

## Distinctions
- Chevalier de la Légion d'honneur (9 juillet 1949)[3]
- Croix de guerre 1939–1945 avec étoile de vermeil

## Sources
- « Pierre de Chambrun », dans le Dictionnaire des parlementaires français (1889-1940), sous la direction de Jean Jolly, PUF, 1960 [détail de l’édition]